# Zuhal Demir
Zuhal Demir   (Genk, 2 de març de 1980) és una advocada i política de Flandes d'origen kurd qui pertany al partit polític Nieuw-Vlaamse Alliantie (N-VA). L'any 2010 va ser escollida membre de la Cambra de Representants de Bèlgica i va ser secretària d'estat per a la reducció de la pobresa. Demir va estudiar dret a la Universitat Catòlica de Leuven del 1998 al 2003, llavors va fer un magister de lleis socials a la Vrije Universiteit Brussel del 2003 al 2004. Del 2013 al 2015 va ser alcaldessa del districte d'Anvers. El febrer del 2017 va succeir a Elke Sleurs com a secretària d'estat per a la reducció de la pobresa, igualtat d'oportunitats, persones amb invalideses i polítiques científiques.